# Plaça de Sants (métro de Barcelone)
Plaça de Sants est une station des lignes 1 et 5 du métro de Barcelone. Elle est située dans le district de Sants-Montjuïc sur le territoire de la ville de Barcelone en Catalogne.
La station de la ligne 1 et mise en service en 1926 et celle de la ligne 5 est ouverte en 1969.

## Situation sur le réseau

Plan du métro de Barcelone (2019).

Établie en souterrain, la station Plaça de Sants est une station de correspondance située : sur la ligne 1 du métro de Barcelone, entre la station Mercat Nou en direction de la station terminus Hospital de Bellvitge, et la station Hostafrancs, en direction de la station terminus Fondo ; et sur la ligne 5 du métro de Barcelone, entre la station Badal en direction de la station terminus Cornellà Centre, et la station Sants Estació, en direction de la station terminus Vall d'Hebron,.

## Histoire
La station Sants est mise en service le 10 juin 1926 sur la ligne L1 du métro de Barcelone. Elle est, plus tard, renommée Plaça de Sants pour la différencier de la station Sants-Estació de la ligne 3.
Elle devient une station de correspondance lors de l'ouverture de la station Plaça de Sants de la ligne 5 le 3 novembre 1969.